# عرف عصبي
العرف العصبي (بالإنجليزية: Neural crest)‏، هي مجموعة من الخلايا العصبية التي تتكون في المراحل الجنينية في الفقاريات والتي تدخل في تركيب الأجزاء الهامة كالدماغ والجمجمة وأعضاء الإحساس. وهذه الخلايا التي تكون اتصالها مع بعضها رخواً تكون في البدء على هيئة صفين خلويين طوليين على جانبي الخط المتوسط الظهري، بين الأنبوب العصبي والأديم الظاهر السطحي. وتكون خلايا العرف العصبي منذ بداية ظهروها مؤهلة للقيام بهجرات واسعة، لكنها منظمة تماما في جسم الجنين، ففي منطقة الرأس تبدا هذه الخلايا بالهجرة مع بعضها في مجموعة واحدة، في حين أن هجرة الخلايا في منطقة الجذع يغلب عليها منذ البداية الطابع الفردي.
تشكل الخلايا التي تنحدر من العرف العصبي في الجذع تيارين رئيسيين للهجرة، والتيار الأول منهما سطحي أما الثاني فيتم بالاتجاه البطني ماراً عبر النسيج المتوسط للجسيدات ودائراً حوله. إن الخلايا التي تهاجر عبر الطبقة السطحية تصبح متضمنة في الاديم الظاهر، حيث تتمايز إلى خلايا صباغية، وهذه الخلايا تستقر في نهاية المطاف في بشرة الجلد أو في الأدمة حسب نوعها.